# Neoperla zwicki
Neoperla zwicki är en bäcksländeart som beskrevs av Ignac Sivec 1984. Neoperla zwicki ingår i släktet Neoperla och familjen jättebäcksländor. Inga underarter finns listade i Catalogue of Life.